# Stelligera (Amaranthaceae)
Stelligera là chi thực vật có hoa trong họ Amaranthaceae.